# Tetracromatisme
El tetracromatisme és una condició visual que permet percebre quatre colors bàsics en lloc dels tres habituals (vermell, verd i blau) com en els éssers humans normals. Els animals tetracròmates, com certes aus rapinyaires o peixos, poden veure més tonalitats que la majoria d'espècies. En humans, es pot produir en dones portadores d'una mutació genètica, donant lloc a una visió amb quatre tipus de cons en lloc de tres.

## Context
La percepció del color és possible gràcies a dos factors: la llum i els cons, cèl·lules fotorreceptores de llum d'alta intensitat situades en la retina. Els éssers humans en tenim aproximadament uns 6 milions dividits en tres tipus: els cons sensibles a la longitud d'ona llarga (llum blava), els sensibles a la longitud d'ona mitja (llum verda) i els sensibles a la longitud d'ona curta (llum vermella). Depenent de la longitud d'ona que arriba a la retina, s'activaran uns cons o uns altres, sent possible la combinació d'aquests (p. ex. activació dels cons verd i vermell en cas d'una longitud d'ona corresponent a llum groga). El cervell interpreta els colors a partir de l'estimulació d'aquests cons.
Els éssers humans, així com molts altres mamífers, som tricròmates, és a dir, disposem de tres tipus diferents de cons, com hem esmentat abans, distingint al voltant de 10 milions de tonalitats de colors.

## Descripció
Els éssers vius que posseeixen quatre tipus de cons son anomenats tetracròmates, el que els permetrà percebre longituds d'ona fora de l'espectre visible pels animals tetracròmates (com els éssers humans), fet que els fa possible distingir tonalitats de colors que pels tetracròmates resulten idèntiques.
Exemples d'animals tetracròmates son les aus rapinyaires, el peix zebra (amb cons sensibles a la llum vermella, verda, blava i ultraviolada) , els peixos de colors, els colibrís, els amfibis, els insectes, els rèptils, els aràcnids, etc.
Cal destacar que la visió tetracromàtica en aquests animals no vol dir necessàriament que vegin els mateixos colors. La visió del color en els animals pot variar significativament depenent de l'espècie i de les necessitats específiques de cada animal en el seu entorn natural.

## Tetracromatisme en éssers humans
En els éssers humans, dos gens de pigments de cèl·lules fotorreceptores (cons), concretament les sensibles a la llum verda i vermella, es localitzen al cromosoma X sexual. Atès que les dones tenen dos cromosomes X diferents a les seves cèl·lules, seria possible que algunes, en cas de ser portadores d'una mutació genètica (es creu que la més prevalent seria l'anomalia de pigments vermell-verd: protanomalia o deuteroanomalia) en un dels dos cromosomes X que causes una variació de pigment en una de les cèl·lules con, desenvolupessin una visió tetracromàtica, en tenir simultàniament quatre tipus funcionals de cèl·lules cons, cada tipus amb un patró de resposta a llums de diferents longituds d'ones a l'espectre visible: les sensibles a la llum blava, verda i vermella que tenen els humans tricròmates i una quarta (la que ha patit la mutació) amb sensibilitat entre la llum verda i vermella.
Això és possible gràcies a què, tot i que un dels gens de pigment ha patit una mutació que varia la percepció dels colors, l'altre cromosoma X disposa del mateix gen de pigment però sense mutació, actuant com a "còpia de seguretat". Això fa possible que una persona tetracromàtica pugui distingir fins a 100 milions de tonalitats de colors diferents, sumant les que pot percebre una persona tricromàtica amb les que pot percebre el con que ha patit la mutació.
Per verificar el tetracromatisme en humans caldrà estudis addicionals. Tot i això, hi ha un estudi que suggereix que 2-3 % de les dones del món podrien tenir el quart tipus de con, i un altre que defensa que fins a un 50 % de les dones i un 8 % dels homes poden tenir quatre d'aquests fotopigments. També, però, hi ha la creença de què és una condició únicament possible en dones, ja que si una home patís de la mutació genètica que fa possible la variació del gen de pigment de la cèl·lula fotorreceptora, en només tenir un cromosoma X, no disposaria de la "còpia de seguretat" de l'altre cromosoma X, i seria un daltònic tricromàtic anòmal, i no un tetracròmata.
S'han identificat tres possibles tetracròmats: la "Senyora M", una treballadora social anglesa, que va ser localitzada en un estudi realitzat el 1993, una altra dona a prop de Newcastle, Anglaterra, que es va identificar en un estudi reportat el 2006, i l'artista australiana Concetta Antico.